# Stavhella

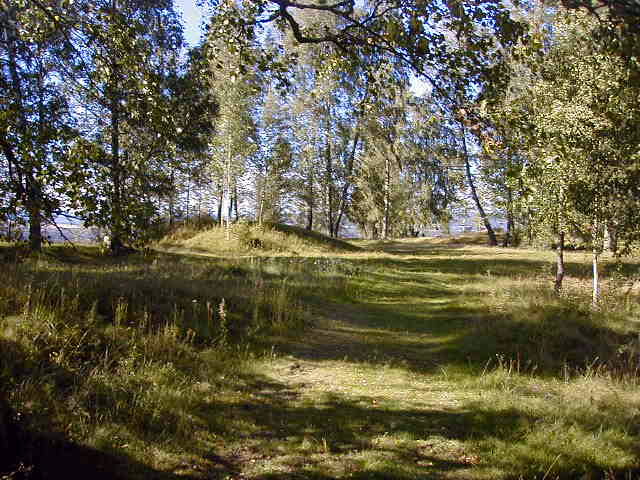
Tumulus à Stavhella

Stavhella est un lieu protégé sans être véritablement délimité. Il se trouve dans la localité de Norderhov, commune de Ringerike dans le comté de Buskerud. 
Cette zone est tout d'abord connue comme un cimetière viking et même plus ancien. On y dénombré une vingtaine de tumulus ainsi que plusieurs tombe (peut-être plusieurs centaines) qui datent vraisemblablement de l'âge du fer et de l'âge du bronze.  Il n'y a pas eu pour l'instant de fouilles archéologiques.
À proximité se trouve l'église de Norderhov qui date d'environ 1170 ; la ferme Tanberg connue de l'Heimskringla de Snorri Sturlusson car y vivait le jarl Alv Erlingssøn.